# Sh2-84
Sh2-84 è una piccola nebulosa a emissione visibile nella costellazione della Freccia.
Si individua nella parte centrale della costellazione, in una regione della Via Lattea poco oscurata e ricca di campi stellari; l'individuazione della sua posizione è facilitata dalla presenza della brillante stella δ Sagittae, ben visibile anche ad occhio nudo. La nube si presenta tuttavia molto debole e di difficile osservazione. Il periodo migliore per la sua osservazione nel cielo serale ricade da giugno a novembre.
Nonostante le piccole dimensioni apparenti, Sh2-84 è una nebulosa piuttosto estesa, considerando che secondo le stime più accreditate si trova a una distanza di ben 5000 parsec (16300 anni luce); in effetti questa nube viene a trovarsi sul Braccio del Sagittario in un punto piuttosto remoto rispetto al sistema solare. Secondo il catalogo Sharpless, questa nube sarebbe parte dell'inviluppo nebuloso della stella di Wolf-Rayet WR 128 (QT Sagittae), sebbene permangano diversi dubbi su ciò. Il catalogo Avedisova la indica come una regione in cui è attiva la formazione stellare e le assegna il numero 857; a questa nube sarebbe associata la sorgente infrarossa IRAS 19468+1815 e una sorgente di onde radio.